# Francisco López Martínez (pintor)
Francisco López Martínez (Sigüenza, 14 de diciembre de 1899-Sigüenza, 25 de agosto de 1957), también conocido como Francisco Santa Cruz o Francisco López Santa Cruz, fue un pintor, ilustrador y escenógrafo español activo en el segundo cuarto del siglo XX.

## Biografía
Nació el 14 de diciembre de 1899 dentro de una familia pudiente de Sigüenza. Tercer hijo de los cinco de Melquíades López Blanco y de Carolina Martínez Mingo. Estudió en el Colegio San Luis Gonzaga de Sigüenza junto a sus hermanos donde recibió clases de idiomas, dibujo, etc. Entre sus profesores estuvo don Benito Palacios, que estudió en la Academia de San Fernando y que intervino en la restauración de la cúpula de San Francisco el Grande de Madrid.
Acabado el Bachillerato, marchó en 1915 a estudiar medicina a Madrid, a la San Carlos de la calle Atocha. En 1916 cuando el joven manifiesta su afición por el mundo del cine y del teatro (hay que tener en cuenta que su padre que fue concejal y promotor del teatro local seguntino). Entre 1916 y 1917 participó en varias obras del nuevo teatro de Sigüenza. En 1917, en un viaje de negocios con su padre a Paris, conoció al pintor ruso Boris Grigoriev, de quien aprendió técnicas pictóricas.
Abandonó los estudios de medicina para dedicarse a lo que aprendió en Sigüenza, al arte en el Madrid bohemio de los años veinte.  En 1929 contrajo matrimonio con María Dolores Octavio de Toledo, hija del matemático Luis Octavio de Toledo y Zulueta. 
En septiembre de 1920 fallece su padre y Francisco López se establece en Madrid donde participa, ya en 1921, en las reuniones ultraístas del Ateneo de Madrid y del Club Parisiana, lugar de encuentro de la alta sociedad madrileña. Junto con su amigo y paisano, el seguntino Luis Lozano, frecuentó cafés, tertulias, exposiciones, áticos, reuniones, manifiestos y demás actividades Madrid años veinte.  
Entre sus compañeros de actividades y tertulias estuvieron César González Ruano, Ramón Gómez de la Serna, Carlos Sáenz de Tejada, Salvador Dalí, o Miguel Pérez Ferrero, parte de la marea artística e intelectual del Madrid prerrepublicano. Sus primeras exposiciones son de 1921, en Sigüenza. Desde 1924 ya expone como Francisco Santa Cruz, apellido segundo de su abuelo paterno llamado Francisco López Santa Cruz, nombre del comercio de tejidos familiar existente en Sigüenza desde el siglo XIX: “Casa Santa Cruz. Tejidos y novedades de París”, ubicado en el número 7 de la calle Medina, frente a la catedral. 
En 1926, vuelve a Sigüenza para colaborar en comercio familiar, además de continuar pintando. Dejó definitivamente la medicina en en 1927, para emplearse en la pintura de estudio y de caballete. Su pintura la dedicó a Sigüenza y alrededores usando como estudio la terraza de su casa y acumulando obras para exposiciones futuras. Cuando iba a Madrid se encontraba y compartía tertulia con amigos poetas y pintores como Pérez Ferrero, Alfonso Ponce de León, Benjamín Palencia y Santiago Ontañón en la Cervecería de Correos de la calle Alcalá.  
Inicialmente fue apoyado económicamente por sus padres, para luego seguir ganándose la vida en colaboraciones gráficas. De 1930 a 1935, ya en la Segunda República, trabajó para editoriales y periódicos como el diario “El Heraldo de Madrid” y para periódicos y revistas literarias como “Atlántico”, “Cosmópolis”, la revista mexicana “Contemporáneos”, el ABC, Blanco y Negro, la revista deportiva “Campeón”, el “Almanaque Literario” de 1935, etc.  
Pasada la guerra, Santa Cruz quedó casi en el olvido. En 1945 se hundió el edificio donde se ubicaba su estudio y se perdieron muchas de sus obras. Siguió pintando y exponiendo ocasionalmente. En 1957 enfermó y murió en su casa de verano de Sigüenza, siendo enterrado en el cementerio de la ciudad.

## Estilo
Se le puede considerar seguidor del ultraísmo, movimiento vanguardista poético-pictórico surgido en España en 1918, primero como corriente literaria enfrentada al modernismo, a la que se sumaron después un buen número de artistas plásticos.
Santa Cruz se inicia como naturalista para ir evolucionando hacia la figuración intimista de retratos, bodegones y las escenas domésticas hasta mediados de los años 20. Luego su creación tiende hacia lo esquemático y sus obras gana en cromatismos (guachés y acuarelas). Frecuentemente se limita a sugerir levemente los paisajes y las figuras humanas y de animales aunque poseen movimiento y expresividad. Santa Cruz se inspiró en distintas fuentes que se reconocen en la temática y en   momento creativo. Naturalista e intimista pueden considerarse sus obras “Autorretrato” y “Frente al espejo”. Tras su paso por África, donde hizo el servicio militar, se reconoce un toque de orientalista junto con el simbolismo y surrealismo que se ven en sus óleos y acuarelas “Caza de jirafas”, “Pastores de elefantes”, etc. 
Le atrae también el toque "ingenuista" como se puede ver en “Cantores de la catedral” (Sigüenza) y otras pinturas. En su creación, mayormente, se aprecian visiones oníricas, semi metafísicas y surrealizantes. Santa Cruz se interesó por todas las corrientes de vanguardia des su época: post-dadaístas, futuristas o neocubistas, pero en su obra terminó dominando el ultraísmo, que se reconoce en sus pinturas de rascacielos, coches y aviones. Su mejor período creativo es en la segunda mitad de los años 20 y hasta Guerra Civil en el que surge toda su obra ultraísta, manifiesta en óleos, acuarelas, dibujos, ilustraciones y caricaturas para revistas y publicaciones de la época.